# Amnesty International / Conspiracy of Hope Tour
Il Amnesty International / Conspiracy of Hope Tour è stato un breve tour di sei concerti di beneficenza a favore di Amnesty International, che ha avuto luogo nel Stati Uniti nel mese di giugno 1986.
Lo scopo del tour non è stato quello di raccogliere fondi, ma piuttosto per aumentare la consapevolezza dei diritti umani e del lavoro di Amnesty per il suo 25º anniversario, e di invitare una nuova generazione ad agire per liberare i prigionieri di coscienza.
Oltre a Bryan Adams hanno partecipato Sting, U2, Peter Gabriel, Lou Reed, Joan Baez e The Neville Brothers.

## Pre tour
| Numero | Data          | Luogo                   | Bandiera          | Nazione |
| ------ | ------------- | ----------------------- | ----------------- | ------- |
| 1      | 2 maggio 1986 | Expo '86, Vancouver, BC | Canada (bandiera) | Canada  |

## Amnesty International / Conspiracy of Hope Tour
| Numero | Data           | Luogo                               | Bandiera               | Nazione               |
| ------ | -------------- | ----------------------------------- | ---------------------- | --------------------- |
| 2      | 4 giugno 1986  | Cow Palace, San Francisco, CA       | Stati Uniti (bandiera) | Stati Uniti d'America |
| 3      | 6 giugno 1986  | L.A. Forum, Los Angeles, CA         | Stati Uniti (bandiera) | Stati Uniti d'America |
| 4      | 8 giugno 1986  | McNichols Arena, Denver, CO         | Stati Uniti (bandiera) | Stati Uniti d'America |
| 5      | 11 giugno 1986 | The Omni, Atlanta, GA               | Stati Uniti (bandiera) | Stati Uniti d'America |
| 6      | 13 giugno 1986 | Rosemont Horizon, Chicago, IL       | Stati Uniti (bandiera) | Stati Uniti d'America |
| 7      | 15 giugno 1986 | Giants Stadium, East Rutherford, NJ | Stati Uniti (bandiera) | Stati Uniti d'America |

## Bryan Adams al Madison Square Garden, New York
| Numero | Data           | Luogo                               | Bandiera               | Nazione               |
| ------ | -------------- | ----------------------------------- | ---------------------- | --------------------- |
| 8      | 19 giugno 1986 | Madison Square Garden, New York, NY | Stati Uniti (bandiera) | Stati Uniti d'America |

## Princes Trust Concert
| Numero | Data           | Luogo                                        | Bandiera | Nazione     |
| ------ | -------------- | -------------------------------------------- | -------- | ----------- |
| 9      | 20 giugno 1986 | Princes Trust Concert, Wembley Arena, Londra | -        | Regno Unito |

## Band di supporto
- Bryan Adams - Cantante, Chitarra ritmica e solista
- Keith Scott - Chitarra solista, Cori
- Dave Taylor - Basso, Cori
- John Hannah - Tastiere, Cori
- Pat Steward - Batteria, Cori

## Lista delle canzoni alConspiracy of Hope1986
La Setlist di Bryan Adams al Conspiracy of Hope 1986 presso lo Giants Stadium, East Rutherford Stati Uniti d'America :
- Run to You
- It's Only Love
- Straight from the Heart
- Tonight
- Summer of '69
- Somebody

Un album è stato pubblicato nel 2013 col titolo¡Released! The Human Rights Concerts 1986: A Conspiracy Of Hope (Live), che appunto copre la tappa del New Jersey.